# Puya alba
Puya alba är en gräsväxtart som beskrevs av Lyman Bradford Smith. Puya alba ingår i släktet Puya och familjen Bromeliaceae. Inga underarter finns listade i Catalogue of Life.